# Torre Villagordo
La Torre de Villagordo son los restos estructurales de un yacimiento en la cima del Cerro Villagordo, también llamado Cerro del Pintado por encontrarse el cortijo del Pintado en las inmediaciones, en el término municipal de Torredelcampo, (Jaén). En época ibérica era el centro político de la zona.

## Descripción
El yacimiento se sitúa en un pequeño cerro de cima amesetada con un evidente tell artificial que presupone la existencia de potentes estructuras, si bien, enterradas. Por tanto, no aparecen restos en superficie pero es muy abundante la cerámica destacando la sigillata importada.